# Коряково (Городецкое сельское поселение)
Коряково — деревня в Кичменгско-Городецком районе Вологодской области.
Входит в состав Городецкого сельского поселения (с 1 января 2006 года по 1 апреля 2013 года входила в Захаровское сельское поселение), с точки зрения административно-территориального деления — в Захаровский сельсовет.
Расстояние до районного центра Кичменгского Городка по автодороге — 25 км. Ближайшие населённые пункты — Холка, Берсенево, Клепиково.
По данным переписи в 2002 году постоянного населения не было.